# Réseau du mode par défaut

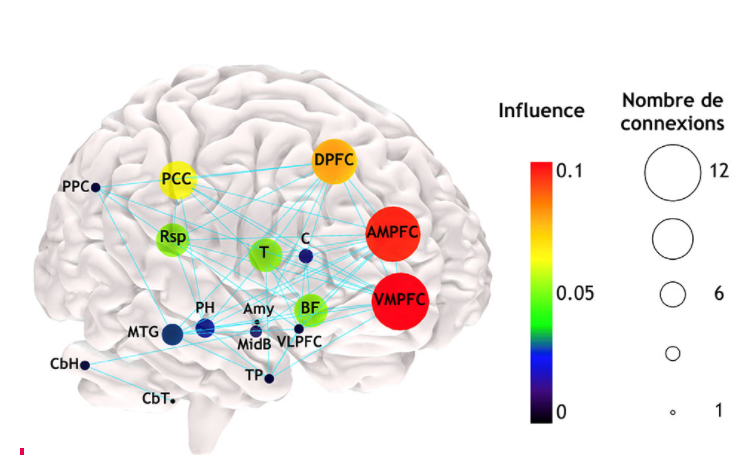
Modèle anatomique et fonctionnel du réseau du mode par défaut (2019). Chaque gommette, par sa taille et sa couleur, indique l’importance de cette région dans le réseau en mode par défaut. VMPFC cortex préfrontal ventromédian, AMPFC cortex préfrontal antérieur médian, DPFC cortex préfrontal dorsal, PCC, cortex cingulaire postérieur, PPC cortex pariétal postérieur, C noyau caudé, Rsp cortex rétrospénial, T thalamus, BF cerveau antérieur basal, VLPFC cortex préfrontal ventro-latéral, Amy amygdale, MidB mésencéphale, PH région parahippocampique, MTG gyrus temporal, TP, pôle temporal, CbH hémisphère cérébelleux (cervelet), CbT tonsil cérébelleux.

Le réseau du mode par défaut (MPD), (default mode network ou DMN en anglais) désigne, en neurosciences, un réseau constitué des régions cérébrales actives lorsqu'un individu n'est pas focalisé sur le monde extérieur, et lorsque le cerveau est au repos, mais actif. Les termes de réseau par défaut, réseau d'état par défaut, réseau d'absence de tâche, et réseau cérébral du mode par défaut peuvent également être utilisés. Durant la réalisation d'une tâche, le MPD est désactivé, et un autre réseau est activé, le réseau de tâches positives. Le MPD pourrait permettre l'introspection.

## Histoire de sa découverte
Hans Berger, l'inventeur de l'électroencéphalogramme, a été le premier à proposer l'idée que le cerveau soit constamment occupé. En 1929, il montra que les oscillations électriques ne cessent pas lorsque le sujet est au repos. Cependant, ses idées n'ont pas été prises au sérieux, car elles contredisaient l'idée courante que le cerveau ne s'active que lors de la réalisation d'une tâche. Mais dans les années 1950, Louis Sokoloff et ses collègues ont remarqué que la consommation de glucose dans le cerveau restait la même lorsqu'une personne passait d'un état de repos à des problèmes de mathématiques difficiles. Dans les années 1970, David H. Ingvar et ses collègues ont observé que le flux sanguin dans la partie antérieure du cerveau devenait plus élevé lorsqu'une personne était au repos. Dans les années 1990, avec l'avènement de la tomographie par émission de positons (TEP), les chercheurs ont commencé à remarquer que lorsqu'une personne est impliquée dans des tâches de perception, de langage et d'attention, les zones cérébrales activées par ces tâches deviennent paradoxalement moins actives que lors du repos passif. En 1995, Bharat Biswal, a découvert que le système sensorimoteur humain présentait une «connectivité à l'état de repos», présentant une synchronisation dans les scans d'imagerie par résonance magnétique fonctionnelle (IRMf) sans être engagé dans aucune tâche ,. Raichle a inventé le terme «mode par défaut» en 2001 pour décrire la fonction cérébrale au repos, et le concept est rapidement devenu un thème important en neurosciences, surtout à partir de 2007.
Pour des raisons techniques, il est temporairement impossible d'afficher le graphique qui aurait dû être présenté ici.

Le nombre de publications par an avec « réseau par défaut » (default network) ou "« réseau du mode par défaut » (default mode network) dans le titre.

## Anatomie
Le réseau du mode par défaut impliquerait, : 
- des aires de réception et réacheminement de l'information (hub), particulièrement impliquées dans les pensées centrées sur soi :  le cortex cingulaire postérieur, le cortex préfrontal médian, le gyrus angulaire ;
- un sous-système dorsal médian, activé quand on pense aux autres : les trois régions précédemment citées, le lobe temporal latéral et antérieur, la jonction temporopariétale ;
- un sous-système temporal médian, lié à la mémoire autobiographique et aux projections dans le futur : les trois régions précédemment citées, l'hippocampe et ses environs, le cortex rétrosplénial, lobe partiétal postérieur inférieur.

L'imagerie IRM de diffusion montre des faisceaux de substance blanche reliant différentes zones du réseau par défaut. La susbtance blanche correspond aux axones myélinisés qui connectent les neurones entre eux.
L'analyse de la connectivité fonctionnelle chez les singes montre un réseau de régions similaire au réseau en mode par défaut observé chez les humains.
D'autres réseaux d'état de repos ont été découverts, tels que des réseaux visuels, auditifs et d'attention. Certains d'entre eux ont souvent une activité anti-corrélée avec le réseau en mode par défaut, c'est-à-dire que si l'un est actif, l'autre est inhibé.

## Rôle hors pathologie

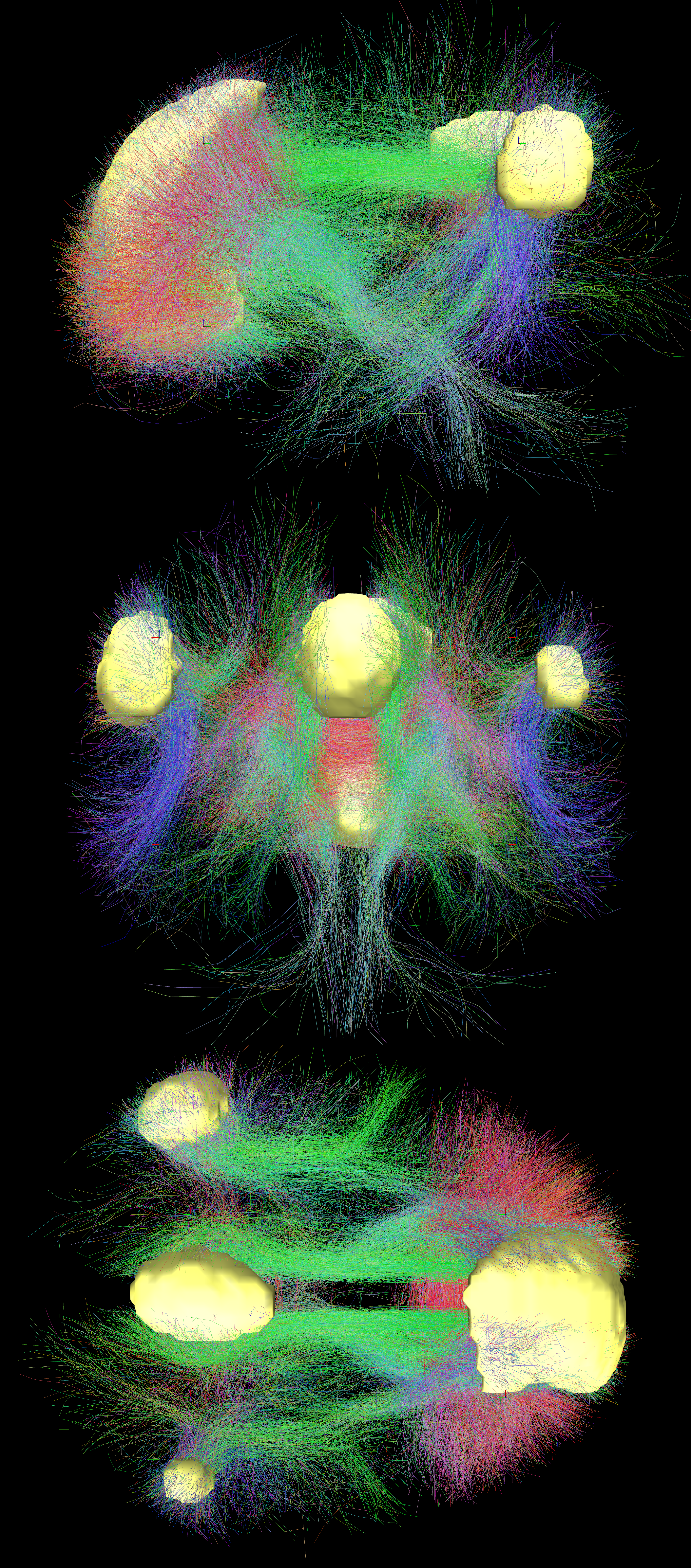
Réseau du mode par défaut. Cette image montre les principales régions par défaut du réseau (en jaune) et la connexion entre les régions en couleur (xyz → rgb),.

Le réseau du mode par défaut est surtout connu pour être actif pendant la rêverie et l'errance mentale. Le réseau de mode par défaut s'active en une fraction de seconde après que les participants ont terminé une tâche.
C'est potentiellement la base neurologique du soi,, puisqu'il est associé au traitement des souvenirs autobiographiques, est activé quand l'individu a des pensées centrées sur lui-même ou pense à son propre état émotionnel, se souvient du passé ou planifie l'avenir,. Cependant, une forte activité du réseau par défaut est corrélée à des sentiments négatifs, comme de la rumination et l'inquiétude pour l'avenir.
Des recherches récentes ont montré que le réseau par défaut s'active également lors de la perception de la beauté, dans des œuvres d'art, des paysages et l'architecture. Cela expliquerait un profond sentiment intérieur de plaisir lié à l' esthétique, connecté à la conscience d'une identité personnelle.
Mais ce réseau n'est pas limité aux activités auto-centrées, car il est aussi impliqué dans des pensées dirigées vers les autres.

## Significations cliniques, pathologies du réseau du mode par défaut
On a fait l'hypothèse que ce réseau du MPD pourrait être perturbé dans certaines pathologies : TDAH, maladie d'Alzheimer, schizophrénie, autisme, le trouble dépressif majeur (TDM), la douleur chronique, le trouble de stress post-traumatique (TSPT) et d'autres,.
Le RMD (DMN en anglais) est supposé être perturbé chez les individus atteints de troubles du spectre autistique, ; une non-diminution de l'activité du RMD lors de réalisations de taches a été retrouvée dans l'autisme (alors qu'on observe une telle désactivation du RMD chez les sujets sains dès qu'ils effectuent une tâche cognitive). Le RMD semble présenter des schémas d'activité neuronale qui se chevauchent, mais qui sont distincts selon les différentes états de santé mentale, comme lors de la comparaison directe du trouble déficit de l'attention avec ou sans hyperactivité (TDAH) et de l'autisme.
Une suractivité de ce réseau a été retrouvée dans la schizophrénie.
Une instabilité dans le temps et l'espace a également été retrouvée, sans corrélation avec une suractivité du MPD chez des enfants ayant des schizophrénie à début précoce. Ce réseau est relié au cortex sensoriel associé, qui augmenterait son activité, créant les hallucinations dans cette population.
Une connectivité plus faible a été constatée chez des victimes de traumatisme (comme des abus subis dans l'enfance).
Il serait détruit de manière préférentielle dans la maladie d'Alzheimer où une réduction du glucose (utilisation de l'énergie) apparait au sein des zones du réseau du mode par défaut. Ces réductions commencent par de légères diminutions chez les patients présentant des symptômes légers et se poursuivent par de fortes diminutions chez ceux présentant des symptômes sévères. Il a été noté que des perturbations du DMN commencent même avant que les individus ne présentent des signes de la maladie d'Alzheimer.
Les tracés du peptide Bêta-amyloïde, qui est supposé être à l'origine de la maladie d'Alzheimer, montrent que l'accumulation du peptide concerne justement le DMN. Ceci a conduit Randy Buckner et ses collègues à proposer que le taux métabolique élevé dû à l'activation continue du DMN entraîne une accumulation plus importante du peptide amyloïde-bêta dans ces zones du DMN. Ces peptides amyloïdes perturbent le DMN et, comme le DMN est fortement impliqué dans la formation et la récupération de la mémoire, cette perturbation entraîne les symptômes de la maladie d'Alzheimer.

## Modulation de l'activité du MPD

### Les substances psychédéliques
Une diminution du flux sanguin vers le cortex cingulaire postérieur et le cortex préfrontal médian a été observée sous l'administration de psilocybine. Une étude sur les effets du LSD a démontré que le médicament désynchronise l'activité cérébrale dans le réseau par défaut.

### Le sommeil
La connectivité entre les différentes aires du réseau par défaut est modifiée selon les stades du sommeil. La privation de sommeil entraîne une diminution de la connectivité au sein du réseau du MPD.

### La méditation
La méditation modifie la connectivité des structures du réseau par défaut connues pour être responsables d'une pensée sur soi-même et ses sentiments, et augmente la connectivité avec d'autres aires comme le cortex préfrontal médian et le lobule pariétal inférieur. Ces modifications du fonctionnement du réseau par défaut pourraient expliquer la diminution de l'autocentration, l'amélioration de l'humeur par réduction de la rumination et de l'inquiétude, ainsi que l'augmentation de l'attention dans la vie quotidienne.
Les méditations basées sur la concentration (sur un objet, une image, ou la respiration) inhibent le réseau par défaut, encore plus que ne le fait la concentration sur une tache (hors méditation), en particulier lors du retour de l'attention sur l'objet après une phase de rêverie. Au contraire, les méditations qui ne bloquent pas les pensées ou les sensations augmentent la connectivité dans ce réseau, mais elle est différente.
La méditation produit à long terme des changements structuraux dans certaines aires du réseau de mode par défaut, comme la jonction temporopariétale, et le cortex cirgulaire postérieur,.

### Livres
Antonio R. Damasio, 2002, «Le sentiment même de soi» Ed. Odile Jacob  (ISBN 2738111181)
Antonio R.. Damasio, 2012 «L'Autre moi-même, Les nouvelles cartes du cerveau, de la conscience et des émotions, O. Jacob, 416 pages  (ISBN 978-2-7381-2827-0)

### Site Web
Page web de l'équipe du CNRS qui a fait une nouvelle cartographie du réseau par défaut en 2019.